# Eros (pel·lícula)
Eros és el títol d'una pel·lícula a esquetxos del 2004 que conté tres migmetratges dirigits per Steven Soderbergh (Equilibrium), per Michelangelo Antonioni (Il filo pericoloso delle cose) i finalment per Wong Kar-wai (The Hand).

## CurtmetratgeIl filo pericoloso delle cose
- Direcció: Michelangelo Antonioni
- Guió: Michelangelo Antonioni i Tonino Guerra
- Música: Enrica Antonioni i Vinicio Milani
- Director de fotografia: Marco Pontecorvo
- Muntatge: Claudio Di Mauro
- Productors: Marcantonio Borghese, Jimmy de Brabant i Domenico Procacci

### Repartiment
- Christopher Buchholz: Christopher
- Regina Nemni: Cloe
- Luisa Ranieri: La noia / Linda
- Cecilia Luci: noia 1 a la cascada
- Karima Machehour: noia 2 a la cascada
- Riccardo Manfredi: el cambrer
- Valerio Burroni: el servidor
- Pelino Tarantelli: el jardiner
- Maria Bosio: una invitada al restaurant
- Carla Milani: una invitada al restaurant
- Vinicio Milani: un invitat al restaurant
- Jason Cardone: un invitat al restaurant
- Carin Berger: una invitada al restaurant
- Enrica Antonioni: una invitada al restaurant

## CurtmetratgeEquilibrium
- Direcció: Steven Soderbergh
- Guió: Steven Soderbergh
- Música: Chico O'farrill
- Director de la fotografia: Peter Andrews
- Vestuari: Milena Canonero
- Muntatge: Mary Ann Bernard
- Productors: Jacques Bar, Raphael Berdugo, Gregory Jacobs i Stéphane Tchalgadjieff

### Repartiment
- Robert Downey Jr.: Nick Penrose
- Alan Arkin: Doctor Pearl / Hal
- Ele Keats: la dona / Cecelia

## CurtmetratgeThe Hand
- Direcció: Wong Kar-wai
- Guió: Wong Kar-wai
- Música: Peer Raben
- Director de la fotografia: Christopher Doyle
- Muntatge i decorats: William Chang
- Productors: Wai-Chung Chan i Jacky Pang Yee Wah

### Argument
La història es desenvolupa al Hong Kong dels anys seixanta, molt estimat pel director. Hi conta sota la forma d'un llarg flash-forward la relació entre una prostituta i el seu sastre. Aquesta pel·lícula on l'erotisme és omnipresent, des de la seqüència que introdueix la relació entre els dos personatges, ens ensenya el cruel descens de la prostituta cap a una mort certa.

### Repartiment
- Gong Li: Miss Hua
- Chang Chen: Zhang
- Feng Tien: Amo Jin
- Luk Auntie: Ying, la serventa de Miss Hua
- Jianjun Zhou: Zhao, l'amant de Miss Hua
- Wing Tong Sheung: sastre
- Kim Tak Wong: sastre
- Siu Man Ting: sastre
- Lai Fu Yim: sastre
- Cheng You Shin: sastre
- Wing Kong Siu: sastre
- Kar Fai Lee: sastre
- Chi Keong Un: el conserge de l'hotel

## Al voltant de la pel·lícula
- Eros va ser presentat el 2004 en la Selecció Oficial al Festival Internacional de Cinema de Venècia, així com al Festival Internacional de Cinema de Toronto.[2]
- Peter Andrews i Mary Ann Bernard, respectivament director de fotografia i muntadora d'Equilibri, no són altres que el mateix Steven Soderbergh, que sovint recorre a pseudònims per la  fotografia o el muntatge de les seves pel·lícules.
- Al principi, Pedro Almodóvar havia de realitzar un dels 3 esquetxos però va preferir concentrar-se en la seva pel·lícula La Mala Educación i va ser reemplaçat per Steven Soderbergh.[3]
- Les tres històries de la pel·lícula són tretes del recull Aquest joc de bitlles sobre el Tiber de Michelangelo Antonioni, que ja havia servit per al guió de Més enllà dels núvols codirigida per Wim Wenders i Michelangelo Antonioni.